# San Pietro in Guarano
San Pietro in Guarano är en ort och kommun i provinsen Cosenza i regionen Kalabrien i Italien. Kommunen hade 3 629 invånare (2018).